# Rhynchosia
Rhynchosia ist eine Pflanzengattung in der Unterfamilie Schmetterlingsblütler (Faboideae) innerhalb der Familie der Hülsenfrüchtler (Fabaceae). In der fast weltweit verbreiteten Gattung Rhynchosia gibt es 200 bis 300 Arten. Es ist eine der Gattungen der Faboideae, deren Arten Bohnen genannt werden.

## Beschreibung

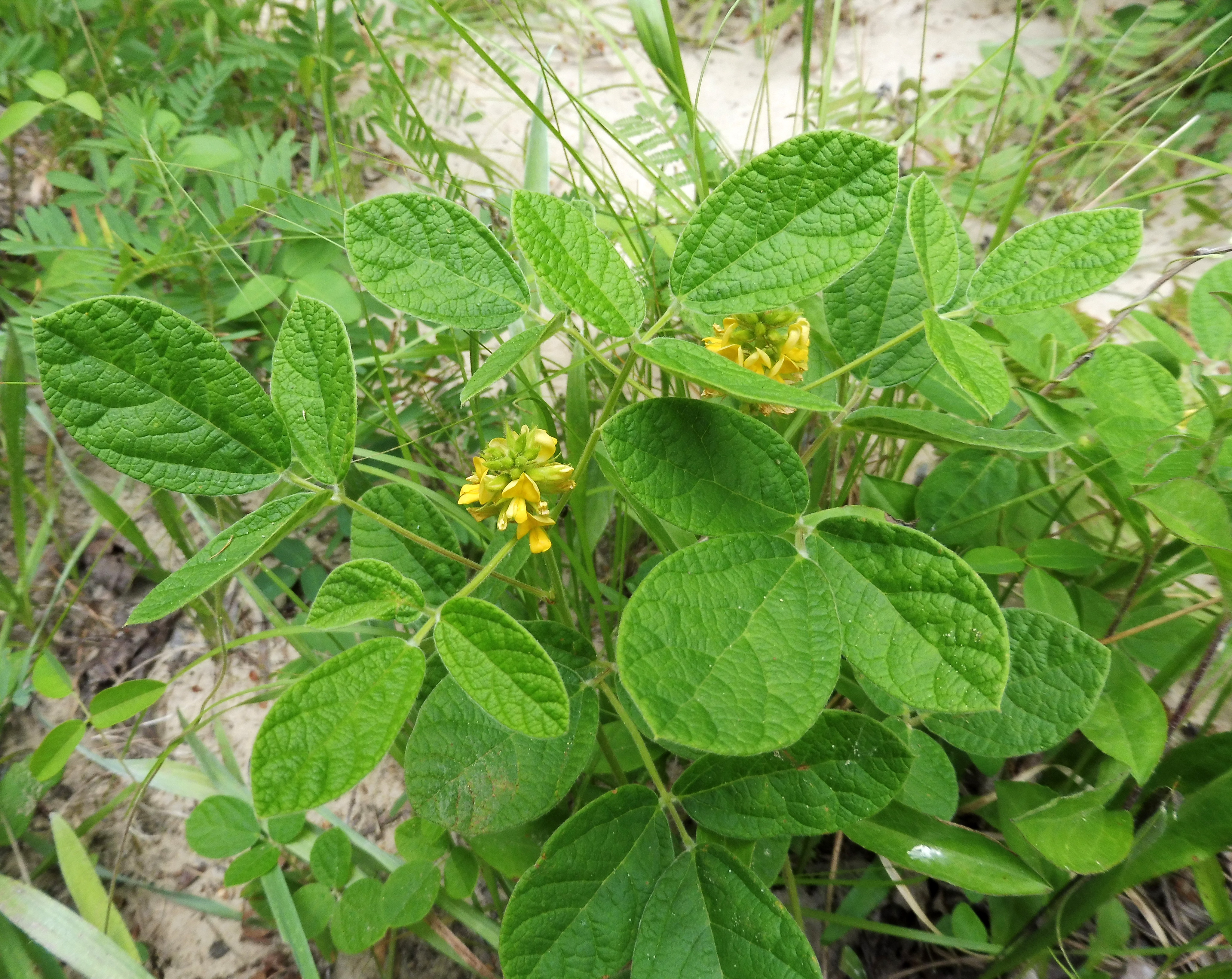
Habitus, Laubblätter und Blüten von Rhynchosia tomentosa

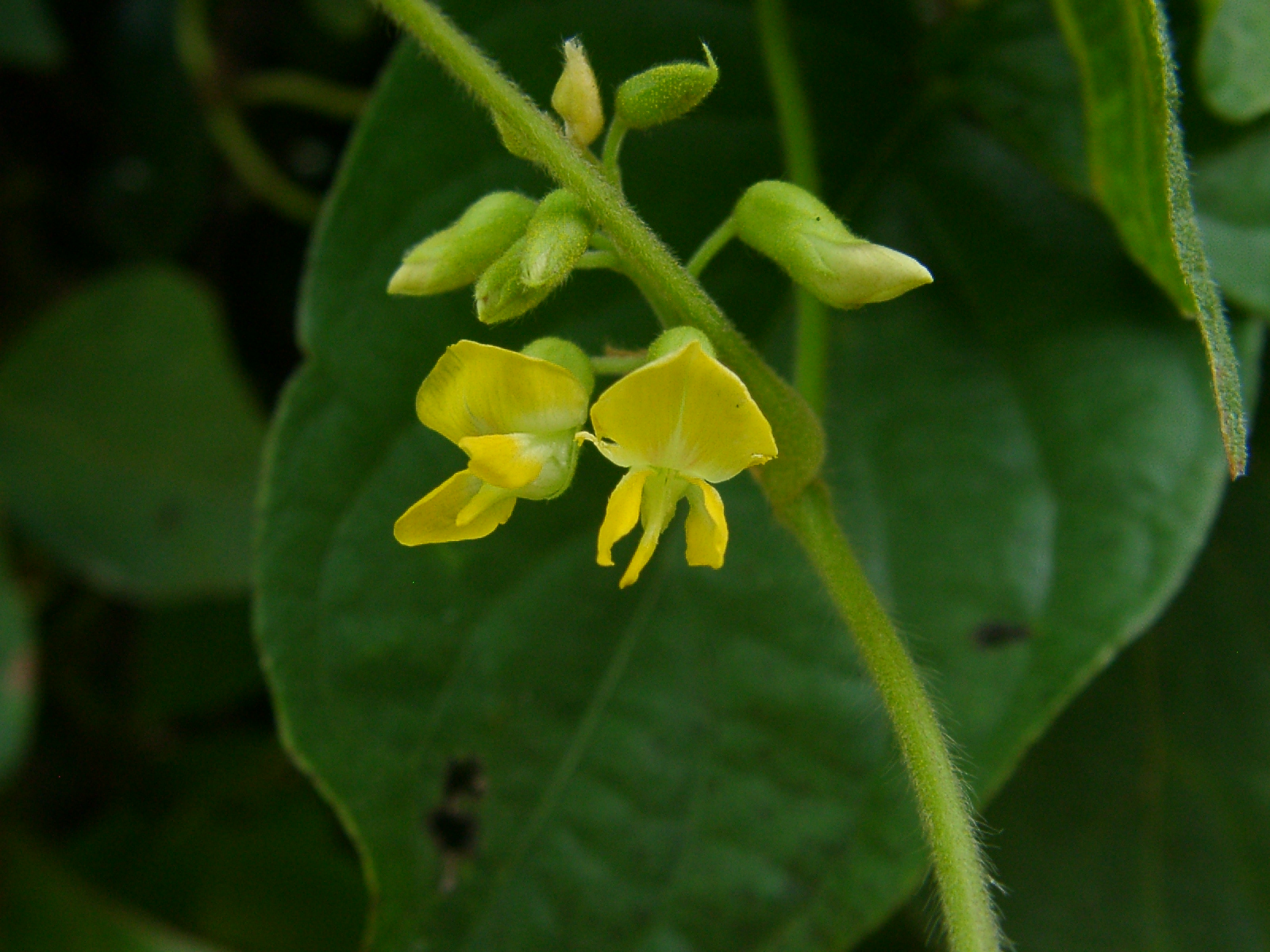
Ausschnitt eines zusammengesetzten Blütenstandes mit zygomorphen Blüten von Rhynchosia acuminatifolia

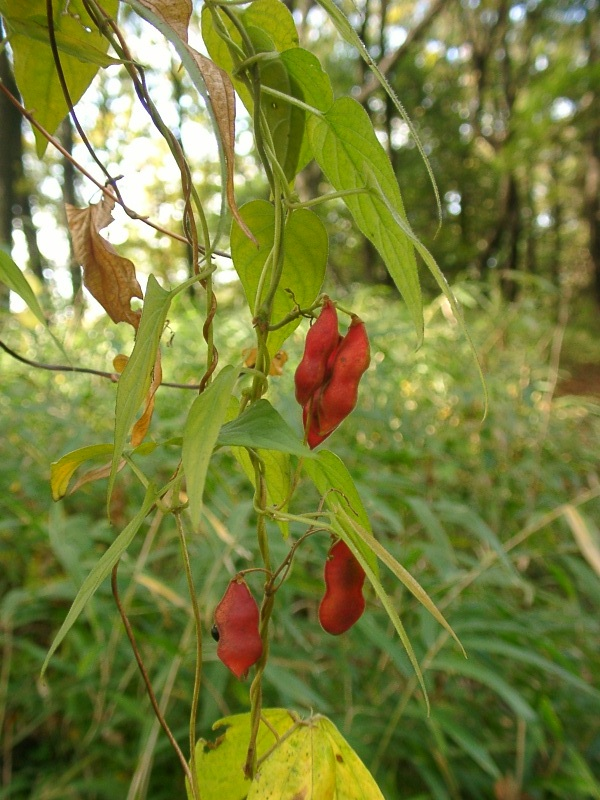
Hülsenfrüchte von Rhynchosia acuminatifolia

### Erscheinungsbild und Blätter
Rhynchosia-Arten wachsen als kriechende, kletternde oder selbständig aufrechte, ausdauernde krautige Pflanzen, oder selten verholzende Pflanzen: Halbsträucher, Sträucher oder Lianen. Sie können immergrün oder laubabwerfend sein. Die kletternden Arten winden sich gegen den Uhrzeigersinn empor.
Die wechselständig und spiralig oder zweizeilig an der Sprossachse verteilt angeordneten Laubblätter sind in Blattstiel und Blattspreite gegliedert. Die krautigen bis ledrigen Blattspreiten sind unpaarig gefiedert. Es sind meist drei Fiederblättchen vorhanden, die Blattspreiten sind also meist dreiteilig oder es ist nur die Endfieder vorhanden. An den Fiederblättern ist ein Pulvinus vorhanden. Die flachen Fiederblätter sind bei einer Länge von 1 bis 5,5 Zentimetern rhombisch, eiförmig, verkehrt-eiförmig, oder kreisförmig mit keilförmiger oder gerundeter Basis und glatten, flachen Rand. Die Unterseite der Fiederblättchen ist meist drüsig punktiert, mit sitzenden Drüsen. Die zwei seitlichen Fiederblätter sind asymmetrisch und die Stielchen der Endfiedern sind mehr als viermal so lang wie die der seitlichen. Es ist Netznervatur vorhanden. Wenn Nebenblättchen der Fiederblätter vorhanden sind, dann sind sie winzig und borstenförmig. Die zwei haltbaren oder früh abfallenden Nebenblätter sind oft linealisch-lanzettlich, untereinander frei und nicht mit dem Blattstiel verwachsen.

### Blütenstände und Blüten
Die Blüten stehen selten einzeln oder meist zu mehreren in den seitenständigen, einfachen oder zusammengesetzten traubigen Blütenständen zusammen. Die Tragblätter fallen meist früh ab. Deckblätter fehlen. Es sind Blütenstiele vorhanden.
Die zwittrigen Blüten sind zygomorph und fünfzählig mit doppelter Blütenhülle. Die fünf ungleichen Kelchblätter sind glockenförmig verwachsen; von den fünf Kelchzähnen ist der unterste nur sehr kurz mit den anderen und die zwei oberen sind meist auf fast ihrer gesamten Länge verwachsen. Die Blütenkronen sind länger als der Blütenkelch oder kurz. Die fünf Kronblätter können genagelt sein. Die Blütenkronen besitzen den typischen Aufbau der Schmetterlingsblüten. Die Farben der Kronblätter reichen von gelb oder gelb mit rot bis gelb mit braun. Die zwei unteren Kronblätter sind zum Schiffchen verwachsen, das nach innen gekrümmt ist. Die zwei Flügel sind nach innen gebogen. Die zwei Flügel können mit dem Schiffchen verwachsen sein. Die normal entwickelte, kreisförmige oder verkehrt-eiförmige Fahne ist nicht gespornt, kann aber an der Basis nach innen gebogene Öhrchen besitzen. Die zehn fertilen Staubblätter sind nicht mit den Kronblättern verwachsen. Von den zehn fertilen Staubblättern sind neun Staubfäden zu einer Röhre verwachsen. Alle Staubbeutel sind gleich und öffnen sich mit einem Längsschlitz. Die einzelnen, mehr oder weniger sitzenden, oberständigen Fruchtblätter enthalten nur selten einen oder meist zwei Samenanlagen. Der oberhalb seiner Mitte gekrümmte Griffel ist meist im unteren Bereich behaart und endet mit einer kleinen Narbe.

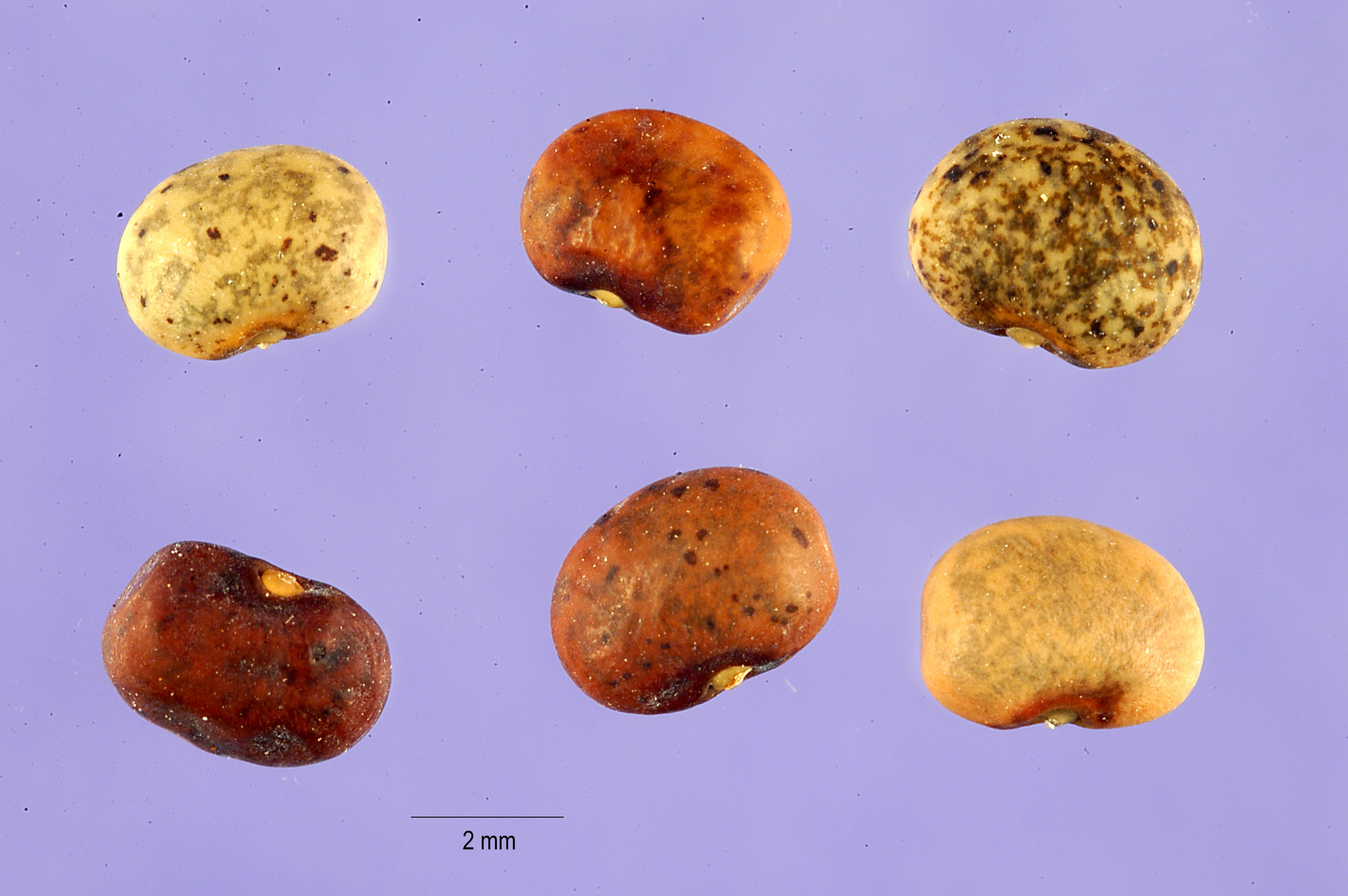
Samen von Rhynchosia minima

### Früchte und Samen
Die mehr oder weniger sitzenden Hülsenfrüchte sind mehr oder weniger abgeflacht sowie bei einer Länge von 1,6 bis 2,4 cm länglich, verkehrt-lanzettlich, verkehrt-eiförmig-ellipsoid, schief-kreisförmig, sichelförmig oder ellipsoid und sind am oberen Ende immer geschnäbelt. Die je nach Art abgeflachten oder aufgeblasenen, oft drüsigen Hülsenfrüchte sind nicht zwischen den Samen nicht septiert oder eingeschnürt. Die sich bei Reife öffnenden Früchte enthalten jeweils nur selten einen oder meist zwei Samen.
Die Samen sind meist fast kreisförmig im Umriss oder nierenförmig. Das Hilum ist rund und der Samenstiel (Funiculus) befindet sich in der Mitte. Wenn eine Strophiole vorhanden ist, dann ist sie relativ klein.

## Ökologie
Die Bestäubung erfolgt durch Insekten (Entomophilie). Die Nektarsekretion erfolgt am Diskus. Die Verbreitungseinheit (Diaspore) ist der Same.

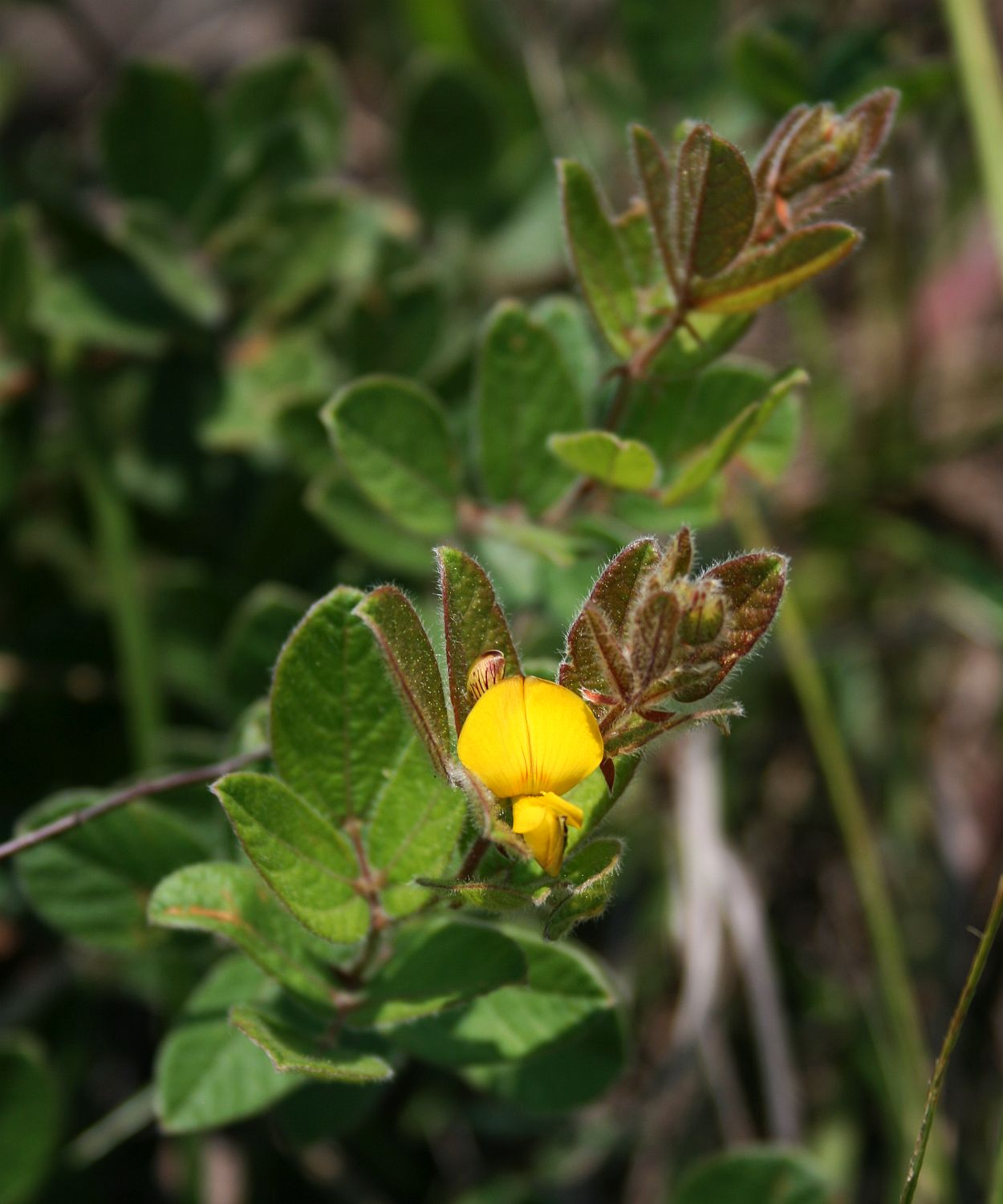
Rhynchosia clivorum

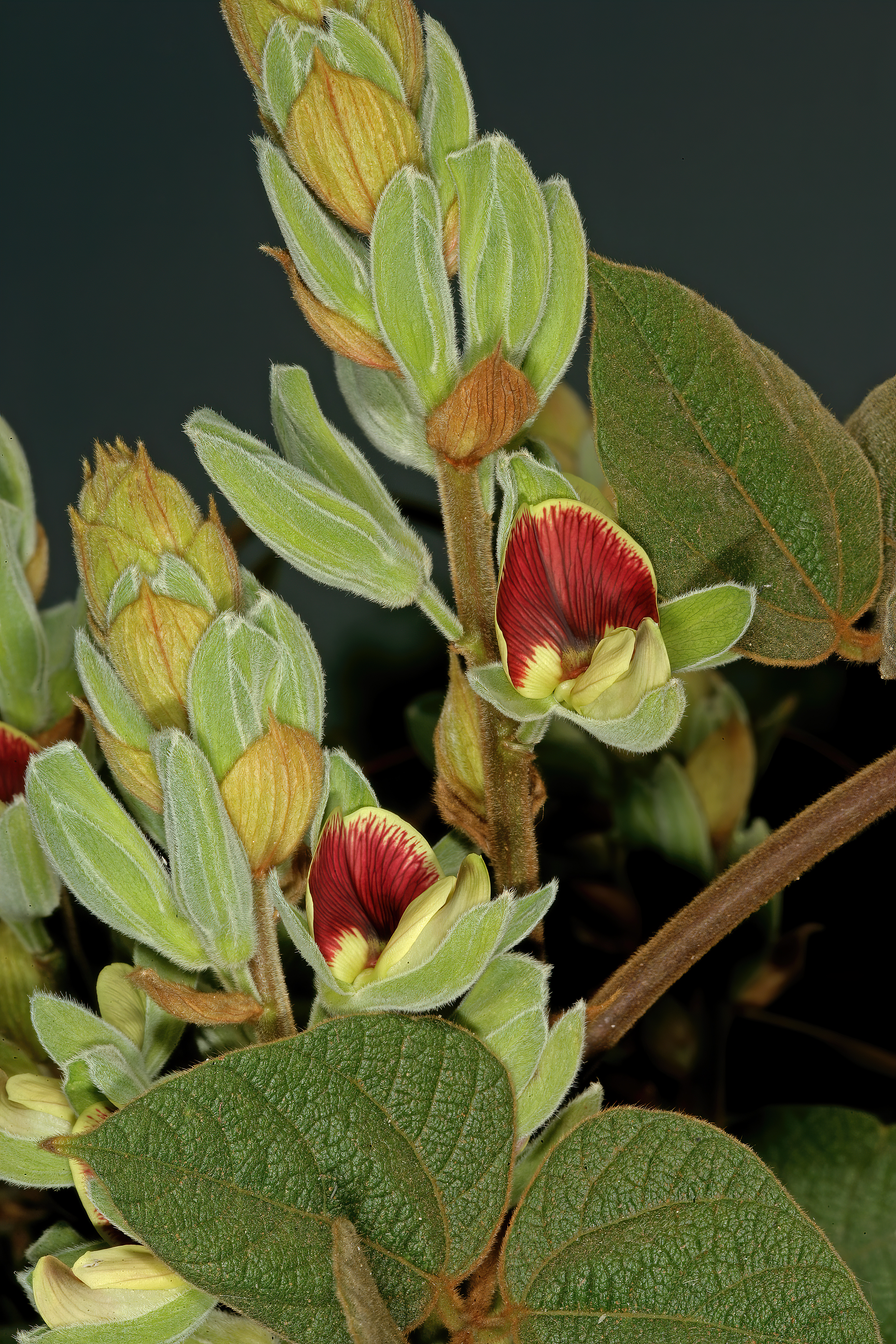
Rhynchosia hirta

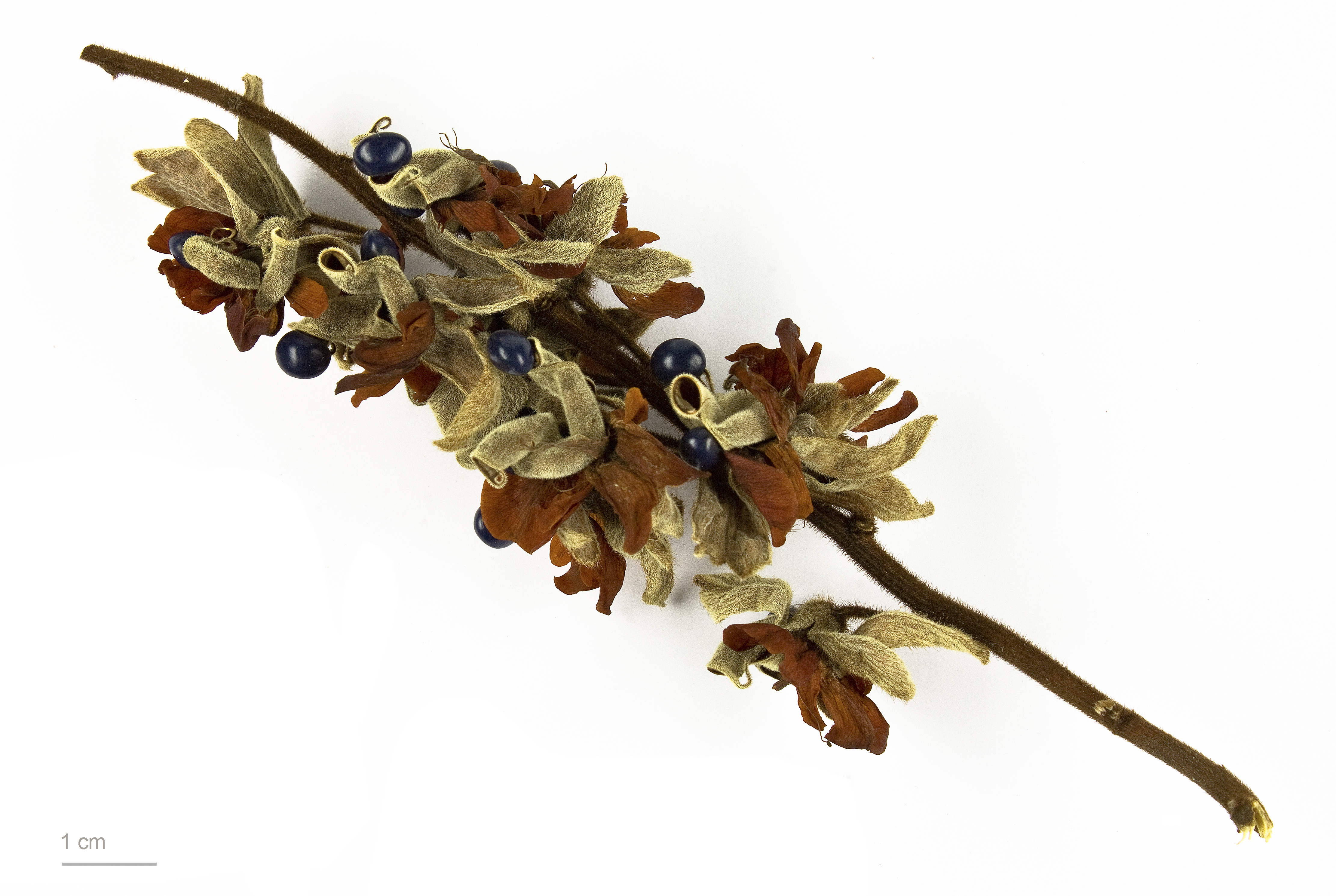
Herbarmaterial von Rhynchosia hirta

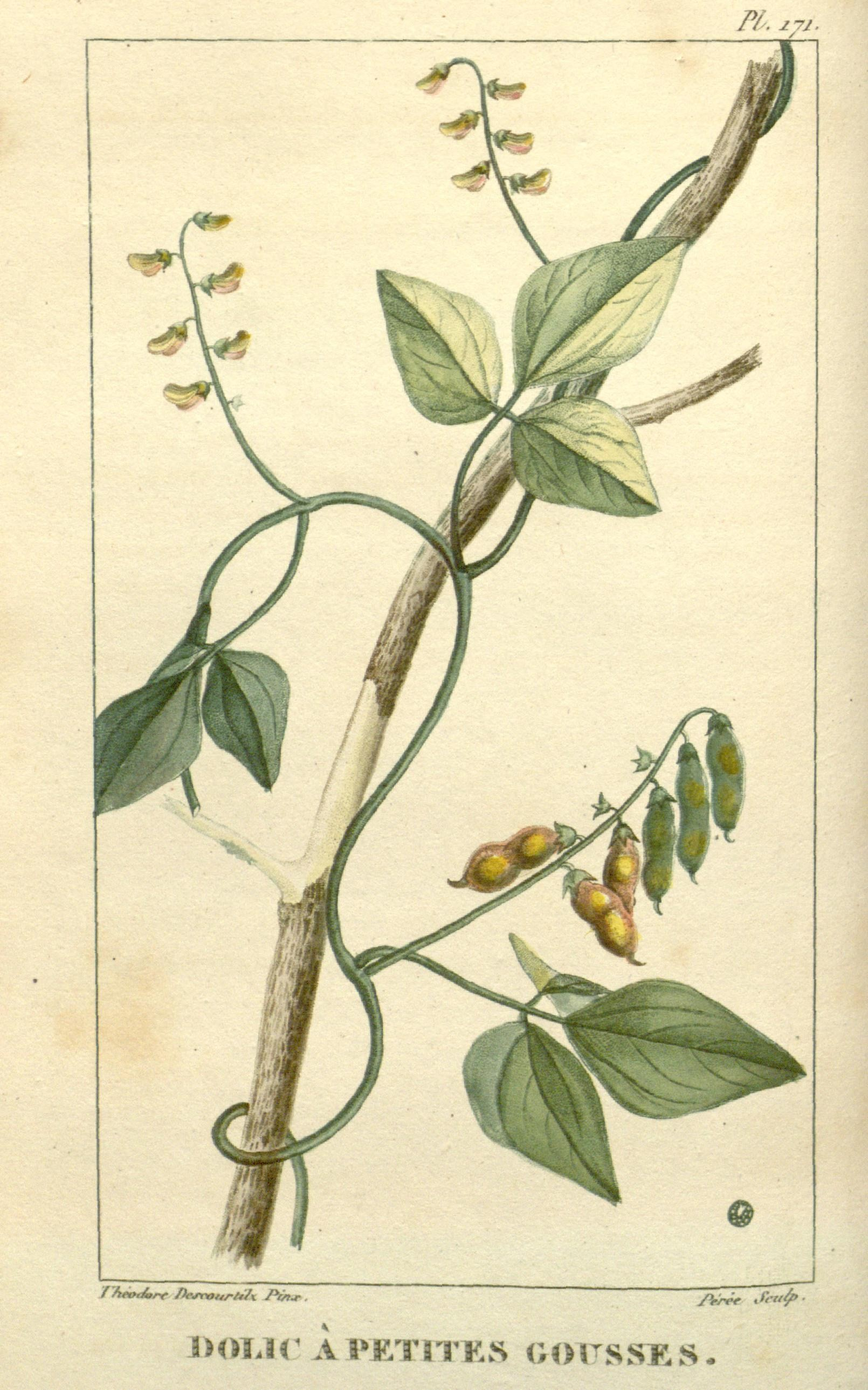
Illustration aus Flore médicale des Antilles, ou, Traité des plantes usuelles, Tafel 170 von Rhynchosia minima

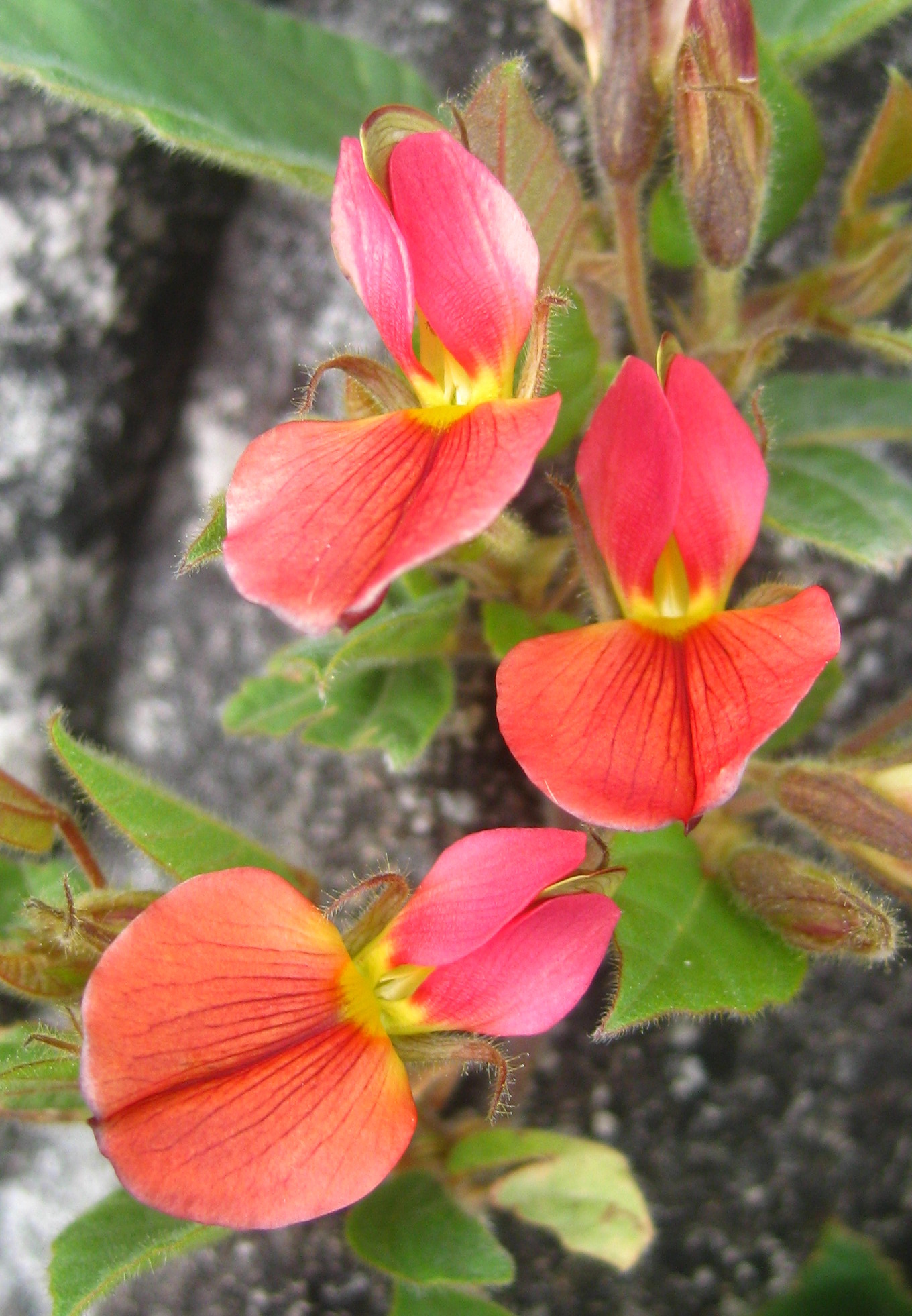
Blüten von Rhynchosia monophylla

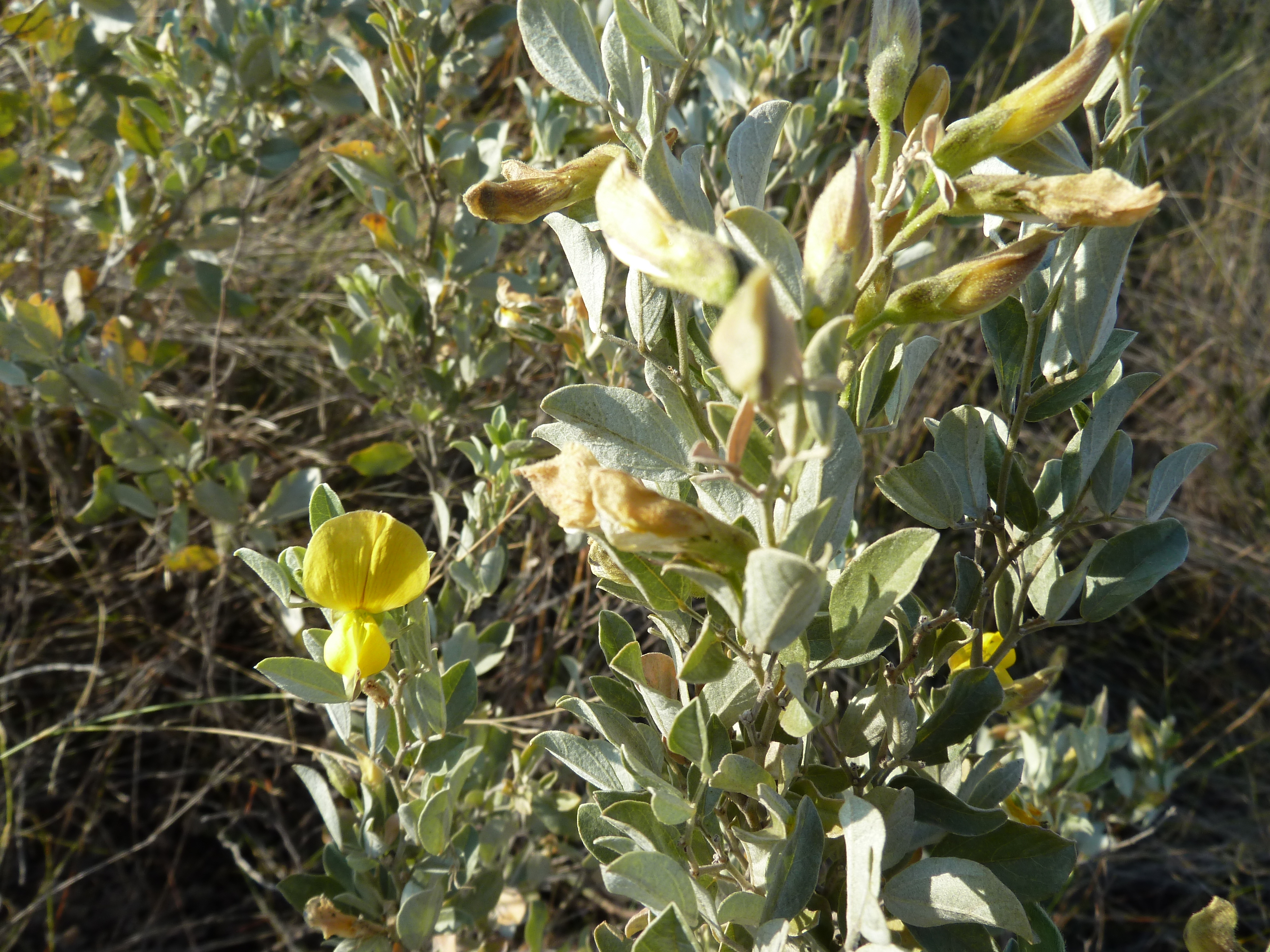
Rhynchosia nitens

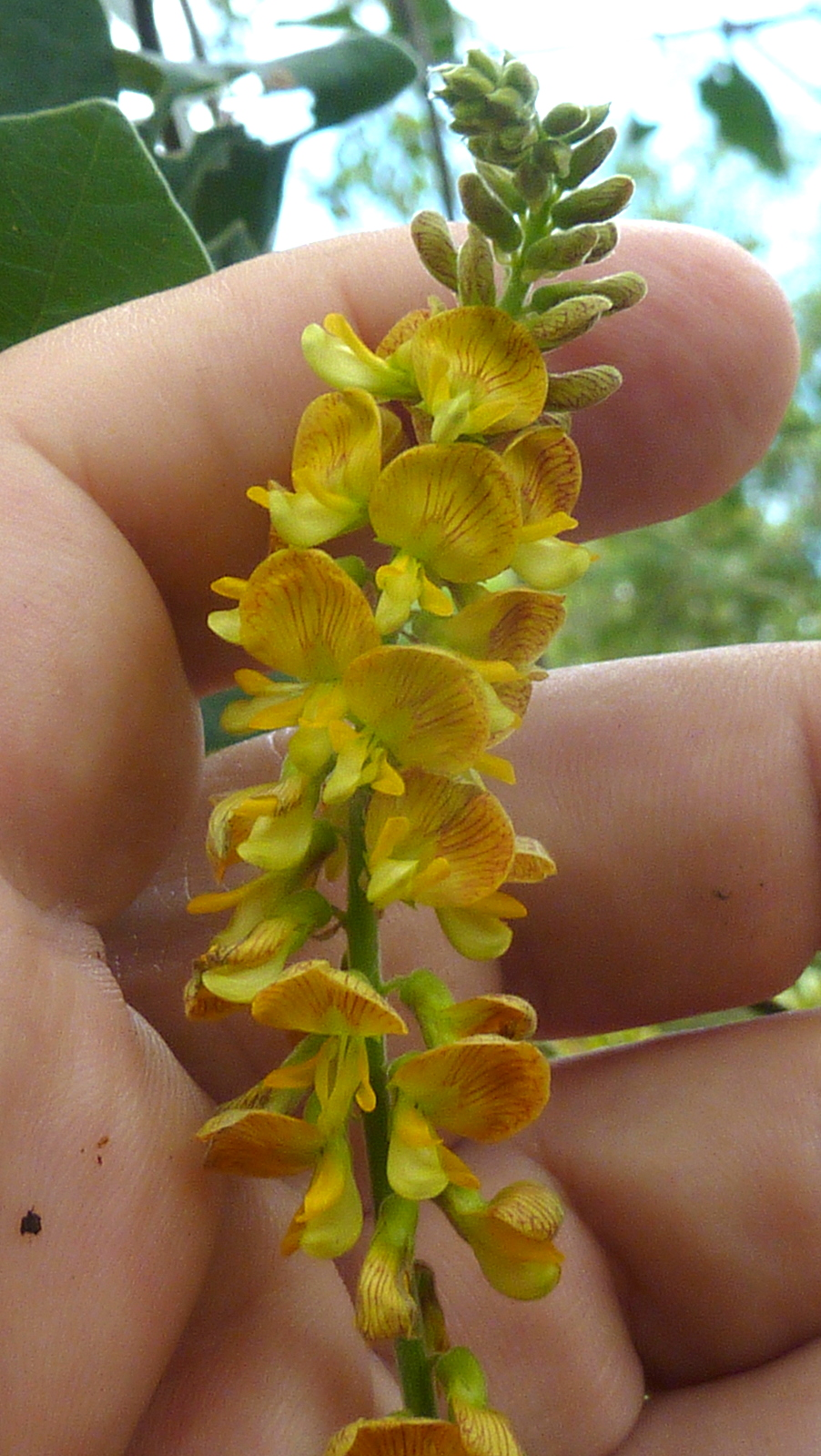
Blütenstand mit zygomorphen Blüten von Rhynchosia phaseoloides

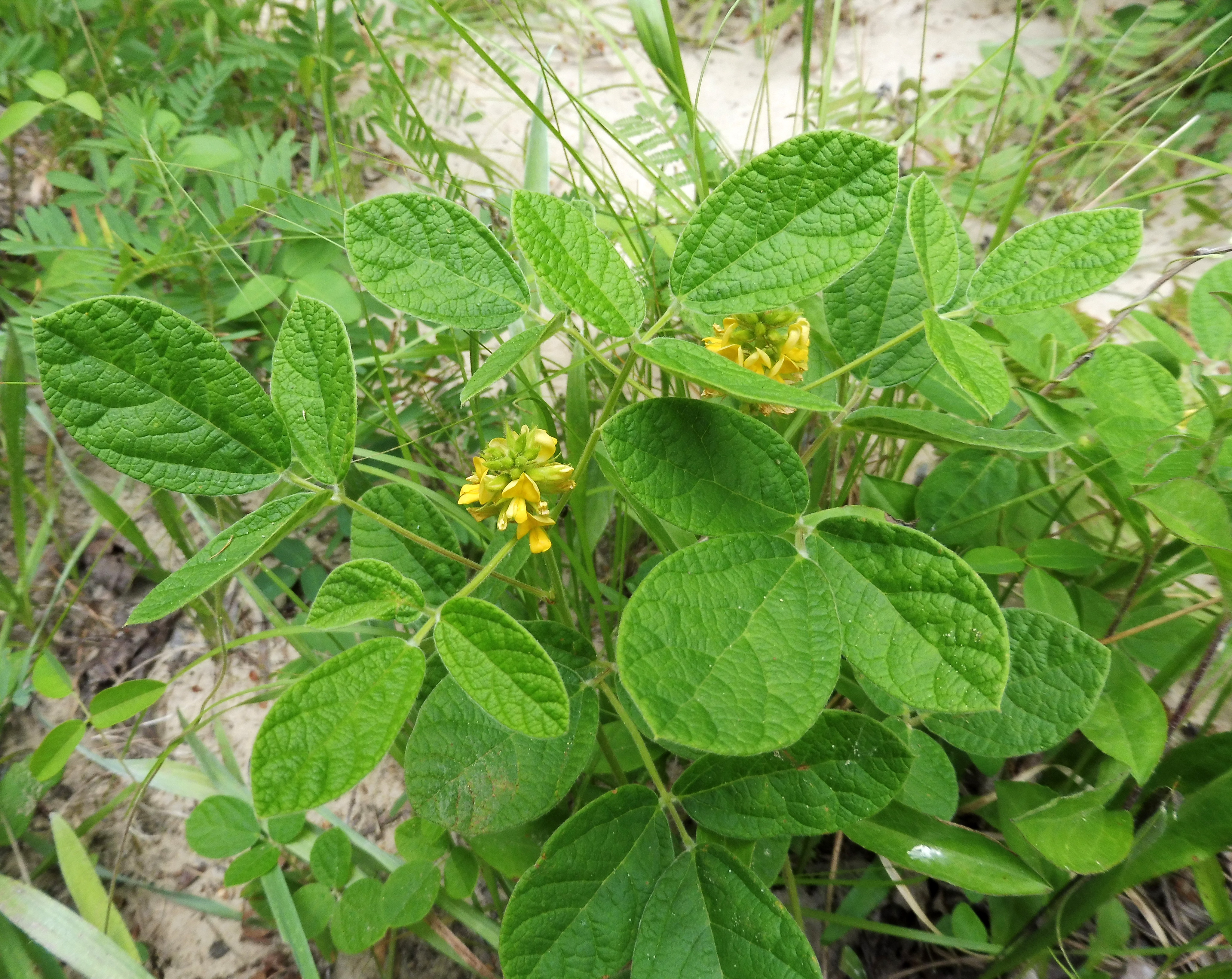
Rhynchosia tomentosa

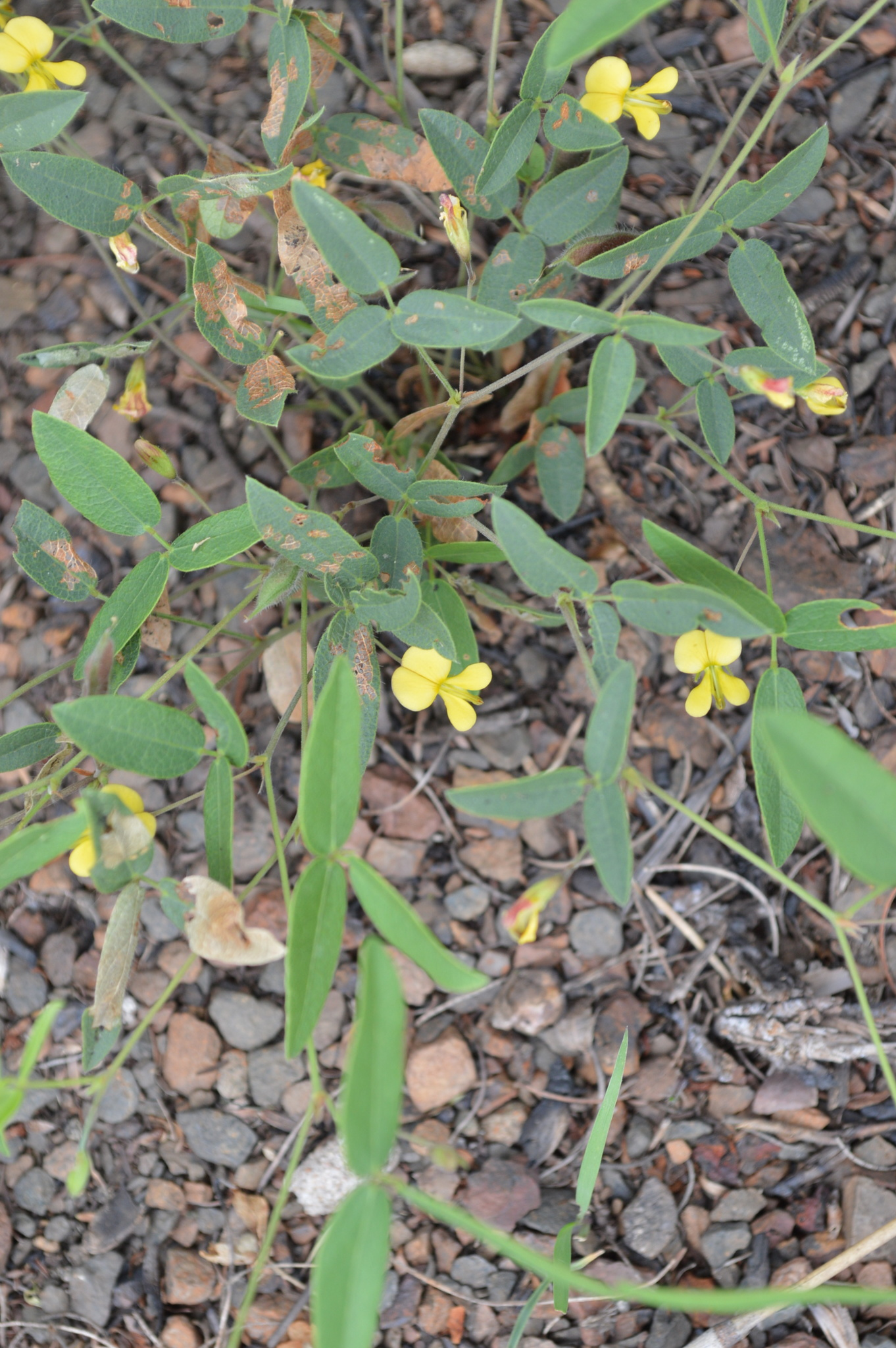
Rhynchosia totta

## Systematik und Verbreitung
Die Erstveröffentlichung erfolgte 1790 durch João de Loureiro als Canavali in  Flora Cochinchinensis, 2, S. 425, 460. Typusart ist Rhynchosia volubilis Lour. Der Gattungsname Rhynchosia ist nach den Regeln der ICBN (Vienna ICBN Art. 14.4 & App. III) konserviert gegenüber Dolicholus Medik. nom. rej. und Cylista Aiton nom. rej. Weitere Synonyme für Rhynchosia Lour. nom. cons. sind: Baukea Vatke, Copisma E.Mey., Leycephyllum Piper, Nomismia Wight & Arn., Orthodanum E.Mey., Pitcheria Nutt.
Die Gattung Rhynchosia gehört zur Subtribus Cajaninae der Tribus Phaseoleae in der Unterfamilie Faboideae innerhalb der Familie der Fabaceae.
Die Gattung Rhynchosia besitzt eine fast weltweite Verbreitung; es gibt Arten in den Tropen und Subtropen.
Es gibt 200 bis 300 Rhynchosia-Arten:
- Rhynchosia acuminatifolia Makino: Sie kommt in Japan und in den chinesischen Provinzen Anhui, Guizhou, Jiangsu sowie Zhejiang vor.[1]
- Rhynchosia acuminatissima Miq.: Sie kommt in Vietnam, Malaysia, Indonesien, auf den Philippinen, in Papua-Neuguinea, Australien, auf den Salomonen und in den chinesischen Provinzen Hainan sowie Yunnan vor.[1][7]
- Rhynchosia acutissima Thwaites: Sie kommt in Indien, Sikkim und in Sri Lanka vor.[7]
- Rhynchosia adenodes Eckl. & Zeyh.: Sie kommt in Südafrika und in Lesotho vor.[6][7]
- Rhynchosia albae-pauli Berhaut: Sie kommt in Senegal, Sudan und Tschad vor.[7]
- Rhynchosia albissima Gand.: Sie ist vom tropischen bis ins südliche Afrika verbreitet.[6]
- Rhynchosia alluaudii Sacleux: Sie kommt in Äthiopien, Kenia, Tansania und Ruanda vor.[7]
- Rhynchosia amabilis Grear: Sie kommt in Mexiko, Guatemala und Belize vor.[7]
- Rhynchosia ambacensis (Hiern) K.Schum.: Sie kommt in drei Unterarten in Kamerun, Nigeria und Angola vor.[7]
- Rhynchosia americana (Mill.) Metz: Sie kommt nur in Texas vor.[6]
- Rhynchosia androyensis Du Puy & Labat: Sie kommt in Madagaskar vor.[7]
- Rhynchosia angulosa Schinz: Sie kommt in Südafrika und in Eswatini vor.[6]
- Rhynchosia angustifolia DC.: Sie kommt in Südafrika vor.[7]
- Rhynchosia arenicola Hassl.: Sie kommt in Brasilien, Argentinien und in Paraguay vor.[7]
- Rhynchosia argentea Harv.: Sie kommt in Südafrika vor.[7]
- Rhynchosia arida C.H.Stirt.: Sie kommt in Südafrika vor.[7]
- Rhynchosia aurea (Willd.) DC.: Sie kommt in Sri Lanka, Indien und Bangladesch vor.[6][7]
- Rhynchosia avensis Baker: Sie kommt in Thailand und in Myanmar vor.[7]
- Rhynchosia axilliflora Hauman: Sie kommt in Zaire vor.[7]
- Rhynchosia bakeri Schinz: Sie kommt in Südafrika vor.[7]
- Rhynchosia balansae Micheli: Sie kommt in Brasilien, Argentinien, Paraguay, Uruguay und Bolivien vor.[6][7]
- Rhynchosia barbertonensis C.H.Stirt.: Sie kommt in Südafrika vor.[7]
- Rhynchosia baukea Du Puy & Labat: Sie kommt in Madagaskar, Mauritius und Reunion vor.[7]
- Rhynchosia baumii Harms: Sie kommt in Angola und in Zaire vor.[7]
- Rhynchosia beddomei Baker: Sie kommt in Indien vor.[7]
- Rhynchosia biballensis Torre: Sie kommt in Angola vor.[7]
- Rhynchosia bracteata Baker: Sie kommt in Indien, Thailand, Myanmar und Laos vor.[6][7]
- Rhynchosia braunii Harms: Sie kommt in Tansania vor.[7]
- Rhynchosia brunnea Baker f.: Sie kommt in der Elfenbeinküste, in Guinea, Sierra Leone, Liberia und Ghana vor.[6][7]
- Rhynchosia buchananii Harms: Sie kommt in Mosambik, Simbabwe, Malawi, Sambia und in der Demokratischen Republik Kongo vor.[6]
- Rhynchosia buettneri Harms: Sie kommt im tropischen Afrika vor.[7]
- Rhynchosia bullata Harv.: Sie kommt in Südafrika vor.[7]
- Rhynchosia burkartii Fortunato: Sie kommt in Bolivien, Argentinien und Paraguay vor.[6][7]
- Rhynchosia burkei Burtt Davy & Baker f.: Sie kommt in Südafrika vor.[7]
- Rhynchosia caaguazuensis Hassl.: Sie kommt in Paraguay vor.[7]
- Rhynchosia calcicola Craib: Sie kommt in Thailand vor.[7]
- Rhynchosia calobotrya Harms: Sie kommt in Tansania vor.[7]
- Rhynchosia calosperma Warb.: Sie kommt auf den Nördlichen Marianen vor.[7]
- Rhynchosia calvescens Meikle: Sie kommt in Südafrika vor.[7]
- Rhynchosia calycina E.Mey.: Sie kommt in Südafrika vor.[7]
- Rhynchosia calycosa Hemsl.: Sie kommt in Nicaragua, Costa Rica, Panama, Kolumbien und Ecuador vor.[7]
- Rhynchosia cana (Willd.) DC.: Sie kommt in Sri Lanka, Indien und Myanmar vor.[6][7]
- Rhynchosia candida (Hiern) Torre: Sie kommt nur in Namibia vor.[6][7]
- Rhynchosia capensis (Burm.f.) Schinz: Sie kommt in Südafrika vor.[6][7]
- Rhynchosia capitata (Roth) DC.: Sie kommt in Sri Lanka, Indien und Pakistan vor.[6][7]
- Rhynchosia caribaea (Jacq.) DC. (Syn.: Rhynchosia villosula Burtt Davy): Sie kommt in Namibia, Südafrika und in Eswatini vor.[6][7]
- Rhynchosia castroi Baker f.: Sie kommt in Angola vor.[7]
- Rhynchosia chevalieri Harms: Sie kommt in Mali vor.[7]
- Rhynchosia chinensis Y.T.Wei & S.K.Lee: Sie gedeiht im Gebirge in Höhenlagen von etwa 600 Metern in den chinesischen Provinzen Guangdong, Guangxi, Guizhou sowie Jiangxi.[1]
- Rhynchosia chrysantha Zahlbr.: Sie kommt in Südafrika vor.[7]
- Rhynchosia chrysoscias Harv. & Sond.: Sie kommt in Südafrika vor.[7]
- Rhynchosia ciliata (Thunb.) Druce: Sie kommt in Südafrika vor.[6][7]
- Rhynchosia cinerea Nash: Sie kommt in Florida vor.[7]
- Rhynchosia clausseni Benth.: Sie kommt in Brasilien und in Paraguay vor.[7]
- Rhynchosia cliffordii Hutch. & E.A.Bruce: Sie kommt in Äthiopien und in Somalia vor.[7]
- Rhynchosia clivorum S.Moore: Sie ist vom tropischen bis ins südliche Afrika verbreitet.[6][7]
- Rhynchosia confusa Burtt Davy: Sie kommt in Botswana, Namibia und in Südafrika vor.[6][7]
- Rhynchosia congensis Baker: Sie kommt in drei Unterarten in Afrika vor.[7]
- Rhynchosia connata Baker f.: Sie kommt in Südafrika vor.[7]
- Rhynchosia cooperi (Baker f.) Burtt Davy: Sie kommt in Südafrika und in Lesotho vor.[6][7]
- Rhynchosia corylifolia Benth.: Sie kommt in Brasilien, Argentinien, Paraguay, Uruguay und Bolivien vor.[6][7]
- Rhynchosia courtallensis Maesen: Sie kommt in Indien vor.[7]
- Rhynchosia crassifolia Harv.: Sie kommt in Südafrika und in Eswatini vor.[7]
- Rhynchosia crispa Verdc.: Sie kommt in Uganda vor.[7]
- Rhynchosia cytisoides (Bertol.) Wilbur: Sie kommt in den US-Bundesstaaten Alabama, Mississippi sowie Florida vor.[6][7]
- Rhynchosia dekindtii Harms: Sie kommt in Angola vor.[7]
- Rhynchosia delicatula O.Téllez & M.Sousa: Sie wurde 2000 aus dem mexikanischen Bundesstaat Jalisco erstbeschrieben.
- Rhynchosia densiflora (Roth) DC.: Sie kommt in mehreren Unterarten vom tropischen bis südlichen Afrika, in Sri Lanka, Indien und Myanmar vor.[6][7]
- Rhynchosia dielsii Harms: Sie gedeiht im Gebirge und an Straßenrändern in Höhenlagen von 600 bis 2100 Metern in den chinesischen Provinzen Guangdong, Guangxi, Guizhou, Henan, Hubei, Hunan, Shaanxi sowie Sichuan.[1]
- Rhynchosia dieterlenae Baker f.: Dieser Endemit kommt in Lesotho vor.[7]
- Rhynchosia difformis (Elliott) DC.: Sie kommt in den Vereinigten Staaten vor.[7]
- Rhynchosia discolor M.Martens & Galeotti: Sie kommt in Mexiko, Guatemala und El Salvador vor.[6][7]
- Rhynchosia distans Craib: Sie kommt in Thailand vor.[7]
- Rhynchosia divaricata Baker: Sie kommt in Tansania, Mosambik, Sambia, Simbabwe, Malawi und der Demokratischen Republik Kongo vor.[6][7]

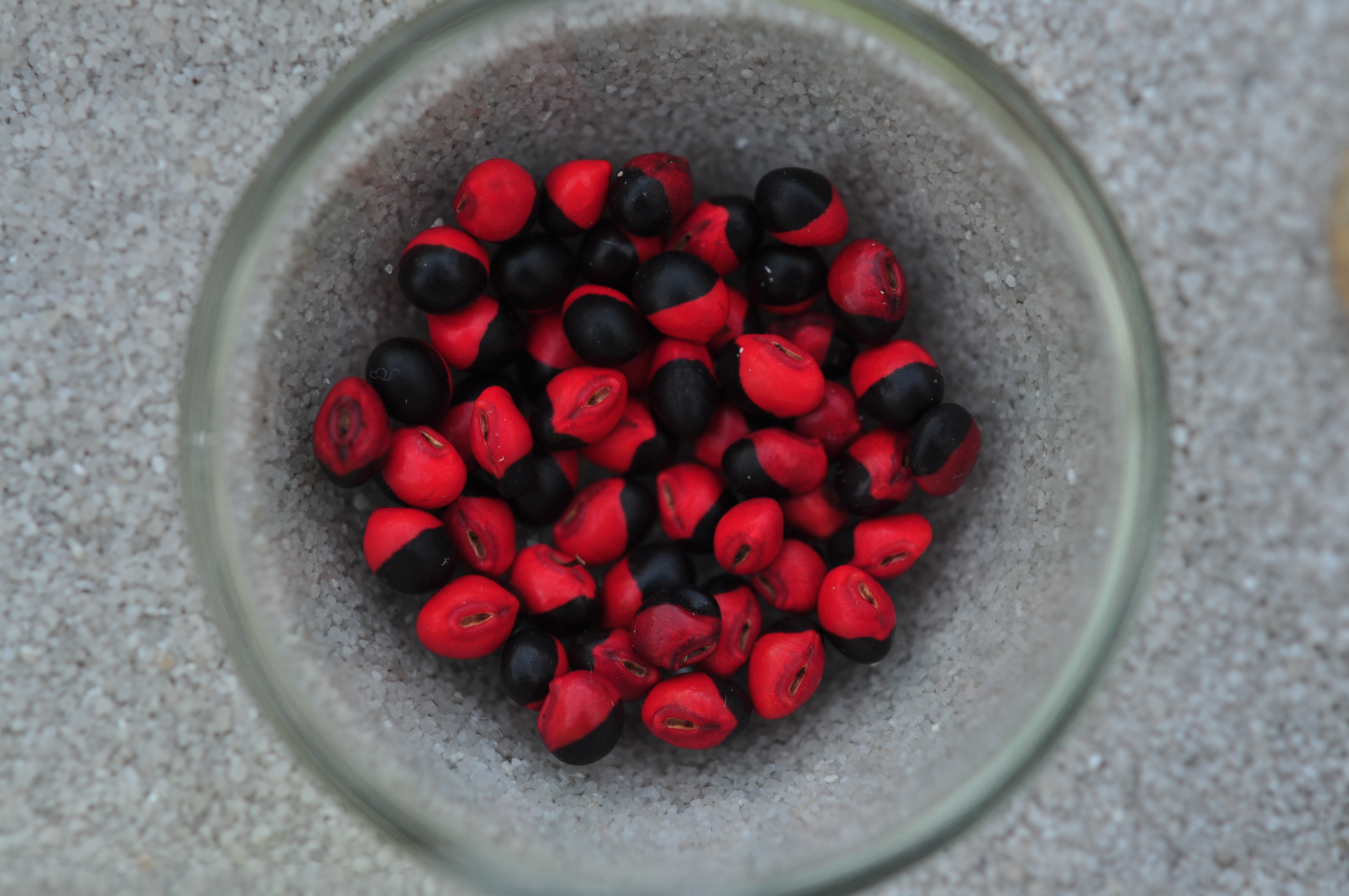
Rot und schwarz gefärbte Samen der Krebsaugenbohne (Rhynchosia pyramidalis)

- Rhynchosia diversifolia Micheli: Sie kommt in Brasilien, Argentinien, Paraguay, Uruguay und Bolivien vor.[6][7]
- Rhynchosia edulis Griseb.: Sie ist in Arizona und von Mexiko bis Panama und von Bolivien, Kolumbien, Venezuela, Brasilien, Argentinien, Paraguay bis Peru weitverbreitet.[6][7]
- Rhynchosia elegans A.Rich.: Sie kommt in Äthiopien, Somalia, Kenia, Tansania, Uganda und Zaire vor.[7]
- Rhynchosia emarginata Germish.: Sie kommt in Südafrika vor.[7]
- Rhynchosia erecta Thunb.: Sie kommt in Südafrika vor.[7]
- Rhynchosia erlangeri Harms: Sie kommt in Äthiopien vor.[7]
- Rhynchosia erythraeae Schweinf.: Sie kommt in Äthiopien vor.[7]
- Rhynchosia erythrinoides Schltdl. & Cham.: Sie kommt in Mexiko, Guatemala, Honduras, Costa Rica, Nicaragua, Panama, Kolumbien und Ecuador vor.[7]
- Rhynchosia exellii Torre: Sie kommt in Angola vor.[7]
- Rhynchosia falconeri Baker: Sie kommt in Indien und in Nepal vor.[7]
- Rhynchosia ferruginea A.Rich.: Sie kommt in Äthiopien, Kenia, Tansania, Uganda, Ruanda und Zaire vor.[7]
- Rhynchosia ferulifolia Harv.: Sie kommt in Südafrika vor.[6][7]
- Rhynchosia filipes Benth.: Sie kommt in Indien vor.[7]
- Rhynchosia fischeri P.Satyanar. & Thoth.: Sie kommt in Indien vor.[7]
- Rhynchosia flava (Forssk.) Thulin: Sie kommt im Jemen vor.[7]
- Rhynchosia fleckii Schinz: Sie kommt in Namibia und in Botswana vor.[7]
- Rhynchosia foliosa Markotter: Sie kommt in Südafrika vor.[7]
- Rhynchosia galpinii Baker f.: Sie kommt in Südafrika und in Swasiland vor.[7]
- Rhynchosia gandensis Torre: Sie kommt in Angola vor.[7]
- Rhynchosia gansole Chiov.: Sie kommt in Somalia vor.[7]
- Rhynchosia genistoides Burtt Davy: Sie kommt in Südafrika vor.[7]
- Rhynchosia goetzei Harms: Sie kommt in Angola, Mosambik, Tansania, Simbabwe, Ruanda, Burundi, Malawi, Sambia und Zaire vor.[7]
- Rhynchosia gossweileri Baker f.: Sie kommt in Angola vor.[7]
- Rhynchosia grandiflora Steud.: Sie kommt in Südafrika vor.[7]
- Rhynchosia hainesiana P.Satyanar. & Thoth.: Sie kommt in Indien vor.[7]
- Rhynchosia harae H.Ohashi & Tateishi: Sie kommt in Indien, Nepal, Bhutan, Laos und Thailand vor.[7]
- Rhynchosia harmsiana Zahlbr.: Sie kommt in Südafrika und in Swasiland vor.[7]
- Rhynchosia harveyi Eckl. & Zeyh.: Sie kommt in Südafrika vor.[7]
- Rhynchosia hauthalii Kuntze: Sie kommt in Argentinien, Brasilien und in Paraguay vor.[7]
- Rhynchosia heterophylla Hauman: Sie kommt in Tansania, Sambia und in Zaire vor.[7]
- Rhynchosia heynei Wight & Arn.: Sie kommt in Indien vor.[7]
- Rhynchosia himalensis Baker: Es gibt mindestens zwei Varietäten. Sie kommen in Indien, Nepal, Pakistan, Myanmar, Tibet und in den chinesischen Provinzen Sichuan sowie Yunnan vor.[1]
- Rhynchosia hirsuta Eckl. & Zeyh.: Sie kommt nur in KwaZulu-Natal vor.[6]
- Rhynchosia hirta (Andrews) Meikle & Verdc.: Sie kommt in Afrika, Indien, Sri Lanka, Mauritius, Réunion, Jamaika und Französisch-Guayana vor.[7]
- Rhynchosia holosericea Schinz: Sie kommt in Namibia, Südafrika, Botswana und Simbabwe vor.[7]
- Rhynchosia holstii Harms: Sie kommt in Kenia, Tansania, Uganda, Simbabwe und Zaire vor.[7]
- Rhynchosia holtzii Harms: Sie kommt in Tansania vor.[7]
- Rhynchosia huillensis (Hiern) K.Schum.: Sie kommt in Angola vor.[7]
- Rhynchosia insignis (O.Hoffm.) R.E.Fr. (Syn.: Rhynchosia affinis De Wild.[7]): Sie kommt in Angola, Mosambik, Malawi, Tansania, Simbabwe, Sambia und in Zaire vor.[7]
- Rhynchosia jacobii Chandrab. & B.V.Shetty: Sie kommt in Indien vor.[7]
- Rhynchosia jacottetii Schinz: Sie kommt in Südafrika vor.[7]
- Rhynchosia kilimandscharica Harms: Sie kommt in Kenia, Tansania, Uganda, Ruanda und Zaire vor.[7]
- Rhynchosia komatiensis Harms: Sie kommt in Südafrika und in Swasiland vor.[7]
- Rhynchosia kunmingensis Y.T.Wei & S.K.Lee: Dieser Endemit kommt nur in Kunming in Yunnan vor.[1]
- Rhynchosia laetissima Baker: Sie kommt in Angola vor.[7]
- Rhynchosia lateritia Burkart: Sie kommt in Argentinien, Brasilien und Paraguay vor.[7]
- Rhynchosia latifolia Torr. & A.Gray: Sie kommt in Arkansas, Louisiana, Texas, Oklahoma, Mississippi und Missouri vor.[7]
- Rhynchosia leandrii Du Puy & Labat: Sie kommt in Madagaskar vor.[7]
- Rhynchosia ledermannii Harms: Sie kommt in Kamerun vor.[7]
- Rhynchosia leucophylla (Benth.) Benth.: Sie kommt in Brasilien und in Paraguay vor.[7]
- Rhynchosia leucoscias Harv.: Sie kommt in Südafrika vor.[7]
- Rhynchosia lineata Benth.: Sie kommt in Brasilien, Argentinien, Paraguay und in Uruguay vor.[6][7]
- Rhynchosia longeracemosa M.Martens & Galeotti: Sie kommt von Mexiko bis Costa Rica vor.[6][7]
- Rhynchosia longiflora Schinz: Sie kommt in Südafrika vor.[7]
- Rhynchosia longipetiolata Hosseus: Sie kommt in Thailand vor.[7]
- Rhynchosia longissima Hauman: Sie kommt in Zaire vor.[7]
- Rhynchosia lukafuensis Baker f.: Sie kommt in Zaire vor.[7]
- Rhynchosia lutea Dunn: Dieser Endemit gedeiht in felsigen Gebirgsregionen in Höhenlagen von 1100 bis 1300 Metern nur in Mengzi in Yunnan.[1]
- Rhynchosia luteola (Hiern) K.Schum.: Sie kommt in Angola, Mosambik, Tansania, Simbabwe, Sambia, Ruanda, Burundi, Malawi, Zaire und Nigeria vor.[7]
- Rhynchosia macrantha Hauman: Sie kommt in Zaire vor.[7]
- Rhynchosia macrocarpa Benth.: Sie kommt in Mexiko vor.[7]
- Rhynchosia madagascariensis R.Vig.: Sie kommt im westlichen Madagaskar vor.
- Rhynchosia malacophylla (Spreng.) Bojer: Sie kommt in Äthiopien, im Sudan, in Somalia, Kenia, Uganda, Tansania, im Jemen und auf Mauritius und Réunion vor.[6][7]
- Rhynchosia malacotricha Harms: Sie kommt in Äthiopien vor.[7]
- Rhynchosia mannii Baker: Sie kommt in Afrika vor.[7]
- Rhynchosia mantaroensis J.F.Macbr.: Sie kommt in Ecuador und in Peru vor.[7]
- Rhynchosia marcanii Craib: Sie kommt in Thailand vor.
- Rhynchosia meeboldii P.Satyanar. & Thoth.[7]
- Rhynchosia megalocalyx Thulin: Sie kommt in Somalia vor.[7]
- Rhynchosia melanocarpa Grear: Sie kommt in Südamerika vor.[7]
- Rhynchosia mensensis Schweinf.[7]
- Rhynchosia michauxii Vail: Sie kommt in den Vereinigten Staaten vor.[7]
- Rhynchosia micrantha Harms: Sie kommt in Afrika vor.[7]
- Rhynchosia microscias Harv.: Sie kommt in Südafrika vor.[7]
- Rhynchosia minima (L.) DC.: Sie ist pantropisch verbreitet.[1]
- Rhynchosia mollis Burtt Davy: Sie kommt in Südafrika vor.[7]
- Rhynchosia monophylla Schltr.: Sie kommt in Simbabwe, Sambia, Tansania, Swasiland und in Südafrika vor.[7]
- Rhynchosia monticola Grear: Sie kommt in Mexiko und in Guatemala vor.[7]
- Rhynchosia naineckensis Fortunato: Sie kommt in Bolivien, Argentinien und in Paraguay vor.[7]
- Rhynchosia namaensis Schinz: Sie kommt in Namibia vor.[7]
- Rhynchosia nelsonii (Rose) Grear: Sie kommt in Mexiko, Guatemala, Honduras, Nicaragua und Costa Rica vor.[7]
- Rhynchosia nepalensis H.Ohashi & Tateishi[7]
- Rhynchosia nervosa Harv.: Sie kommt in Südafrika und in Swasiland vor.[7]
- Rhynchosia nipensis Urb.: Sie kommt in der Karibik vor.[7]
- Rhynchosia nitens Harv.: Sie kommt in Südafrika und in Eswatini vor.[7]
- Rhynchosia nitida Harv.: Sie kommt in Südafrika vor.[7]
- Rhynchosia nummularia (L.) DC.: Sie kommt in Indien, Sri Lanka und in Vietnam vor.[7]
- Rhynchosia nyasica Baker: Sie kommt in Afrika vor.[7]
- Rhynchosia nyikensis Baker: Sie kommt in Malawi, Tansania und Sambia vor.[7]
- Rhynchosia oblatifoliolata Verdc.: Sie kommt in Äthiopien und in Kenia vor.[7]
- Rhynchosia oblongifoliolata Hauman: Sie kommt in Zaire vor.[7]
- Rhynchosia orthobotrya Harms: Sie kommt in Afrika vor.[7]
- Rhynchosia ovata J.M.Wood & M.S.Evans: Sie kommt in Südafrika vor.[7]
- Rhynchosia ovatifoliolata Torre: Sie kommt in Angola vor.[7]
- Rhynchosia pallida Micheli: Sie kommt in Bolivien und in Paraguay vor.[7]
- Rhynchosia parviflora E.Mey.: Sie kommt in Südafrika vor.[7]
- Rhynchosia parvifolia DC.: Sie kommt in den Vereinigten Staaten und in der Karibik vor.[7]
- Rhynchosia pauciflora Bolus: Sie kommt in Südafrika und in Eswatini vor.[7]
- Rhynchosia peglerae Baker f.: Sie kommt in Südafrika vor.[7]
- Rhynchosia pentheri Zahlbr.: Sie kommt in Südafrika, Botswana und Eswatini vor.[7]
- Rhynchosia phaseoloides (Sw.) DC.: Sie kommt in Panama, Kolumbien, Venezuela, in Guayana, Suriname und Französisch-Guayana, in Peru, Bolivien, Brasilien und auf karibischen Inseln vor.[6][7]
- Rhynchosia picta (E.Mey.) Burtt Davy: Sie kommt in Südafrika vor.[7]
- Rhynchosia pinnata Harv.: Sie kommt in Südafrika vor.[7]
- Rhynchosia platyphylla Benth.: Sie kommt in Brasilien vor.[7]
- Rhynchosia potosina Brandegee: Sie kommt in Mexiko vor.[7]
- Rhynchosia precatoria DC.: Sie kommt in Mexiko, Zentralamerika und Kolumbien vor.[6]
- Rhynchosia preussii (Harms) Harms: Sie kommt in Kamerun, Gabun, Zaire und Äquatorial-Guinea vor.
- Rhynchosia pringlei Rose: Sie kommt in Mexiko vor.[7]
- Rhynchosia procurrens (Hiern) K.Schum.: Sie kommt in drei Unterarten in Afrika vor.[7]
- Rhynchosia prostrata Brandegee: Sie kommt in Mexiko vor.[7]
- Rhynchosia pseudocajan Cambess.: Sie kommt von Pakistan bis Nepal vor.
- Rhynchosia pseudoteramnoides Hauman: Sie kommt in Angola, Tansania, Uganda, Zaire und in Burundi vor.[7]
- Rhynchosia pseudoviscosa Harms: Sie kommt im Sudan, in Kenia, Uganda, Tansania, Mosambik, Zaire und Malawi vor.[7]
- Rhynchosia pubescens DC.
- Rhynchosia pulchra (Vatke) Harms: Sie kommt in Kenia und in Tansania vor.[7]
- Rhynchosia pulverulenta Stocks: Sie kommt in Ostafrika, auf der Arabischen Halbinsel, in Indien und in Pakistan vor.[7]
- Rhynchosia pycnostachya (DC.) Meikle: Sie kommt im tropischen Afrika vor.[6]
- Krebsaugenbohne (Rhynchosia pyramidalis (Lam.) Urb.): Sie kommt vom östlichen Mexiko über Belize, Guatemala, El Salvador, Honduras bis Panama und auf den Großen Antillen in Kuba, Hispaniola sowie Jamaika vor.[6]
- Rhynchosia quadrata Harv.: Sie kommt in Südafrika vor.[7]
- Rhynchosia quercetorum Standl.: Sie kommt in Mexiko, Costa Rica, Panama und in Kolumbien vor.[7]
- Rhynchosia ramosa Verdc.: Sie kommt in Äthiopien und in Somalia vor.[7]
- Rhynchosia reniformis DC.: Sie kommt in den südlichen Vereinigten Staaten vor.[6]
- Rhynchosia reptabunda N.E.Br.: Sie kommt in KwaZulu-Natal vor.[6]
- Rhynchosia resinosa (A.Rich.) Baker: Sie kommt in Afrika vor.[7]
- Rhynchosia reticulata (Sw.) DC.: Sie kommt in Mexiko, in Zentralamerika, auf karibischen Inseln und in Südamerika vor.[6]
- Rhynchosia rhomboidea Benth.: Sie kommt in Western Australia vor.[7]
- Rhynchosia rojasii Hassl.: Sie kommt in Brasilien, Argentinien und in Paraguay vor.[7]
- Rhynchosia rostrata Benth.: Sie kommt in Western Australia vor.[7]
- Rhynchosia rothii Aitch.: Sie kommt in Pakistan, Indien, Thailand, Malaysia, Myanmar, Java und Taiwan vor.[7]
- Rhynchosia rotundifolia Walp.: Sie kommt in Südafrika vor.[7]
- Rhynchosia rudolfii Harms: Sie kommt in Südafrika vor.[7]
- Rhynchosia rufescens (Willd.) DC.: Sie kommt in Sri Lanka, Indien, Kambodscha, Indonesien, Malaysia und in den chinesischen Provinzen Guangxi sowie Yunnan vor.[1]
- Rhynchosia salicifolia Hauman: Sie kommt in Zaire vor.[7]
- Rhynchosia schimperi Boiss.: Sie kommt im Iran vor.[7]
- Rhynchosia schlechteri Baker f.: Sie kommt in Südafrika vor.[7]
- Rhynchosia schomburgkii Benth.: Sie kommt in Kolumbien, Guayana, Venezuela und in Brasilien vor.[7]
- Rhynchosia scutulaefolia Baker f.: Sie kommt in Angola vor.[7]
- Rhynchosia secunda Eckl. & Zeyh.: Sie kommt in Südafrika vor.[7]
- Rhynchosia senna Hook.: Sie kommt in New Mexico, Arizona, Texas, Mexiko und in Südamerika vor.[6]
- Rhynchosia sericea Span.: Sie kommt in Nepal, Pakistan, Myanmar, Thailand, Indonesien, Malaysia, Japan, Taiwan und Fujian vor.[1]
- Rhynchosia sordida (E.Mey.) Schinz: Sie kommt in Eswatini und in KwaZulu-Natal vor.[6]
- Rhynchosia speciosa Verdc.: Sie kommt in Kenia vor.[7]
- Rhynchosia spectabilis Schinz: Sie kommt in Südafrika vor.[7]
- Rhynchosia splendens Schweinf.
- Rhynchosia stenodon Baker f.: Sie kommt in Südafrika und in Swasiland vor.[7]
- Rhynchosia stenophylla Urb. & Ekman: Sie kommt in der Karibik vor.[7]
- Rhynchosia stipata Meikle: Sie kommt in Simbabwe vor.[7]
- Rhynchosia suaveolens (L. f.) DC.: Sie kommt in Indien und in Sri Lanka vor.[6]
- Rhynchosia sublobata (Schum.) Meikle: Sie kommt vom tropischen bis südlichen Afrika, in Madagaskar und im Jemen vor.[6]
- Rhynchosia swartzii (Vail) Urb.: Sie kommt in Florida, Mexiko und Belize vor.[6]
- Rhynchosia swynnertonii Baker f.: Sie kommt im südöstlichen Simbabwe vor.[6]
- Rhynchosia tamaulipensis Grear: Sie kommt in Mexiko vor.[7]
- Rhynchosia tarphantha Standl.: Sie kommt in Mexiko vor.[7]
- Rhynchosia teixeirae Torre: Sie kommt in Angola vor.[7]
- Rhynchosia teramnoides Harms: Sie kommt im Sudan vor.[7]
- Rhynchosia thorncroftii (Baker f.) Burtt Davy: Sie kommt in Südafrika und in Swasiland vor.[7]
- Rhynchosia tomentosa (L.) Hook. & Arn.: Sie kommt in den südlichen Vereinigten Staaten vor.[6]
- Rhynchosia totta (Thunb.) DC.: Sie kommt vom tropischen bis südlichen Afrika und auf der Arabischen Halbinsel vor.[6]
- Rhynchosia tricuspidata Baker f.: Sie kommt im Sudan, in Simbabwe und Uganda vor.[6]
- Rhynchosia usambarensis Taub.: Sie kommt in Äthiopien, Tansania, Uganda, Kenia und Ruanda vor.[6]
- Rhynchosia velutina Wight & Arn.: Sie kommt in Kenia, Somalia, Tansania, Mosambik, in Madagaskar, auf den Komoren und in Indien vor.[7]
- Rhynchosia vendae C.H.Stirt.: Sie kommt in Südafrika vor.[7]
- Rhynchosia verdcourtii Thulin: Sie kommt in Äthiopien, Kenia, Tansania und Uganda vor.[7]
- Rhynchosia versicolor Baker: Sie kommt in Madagaskar vor.
- Rhynchosia villosa (Meissner) Druce: Sie kommt in Südafrika vor.[7]
- Rhynchosia viscidula Steud.: Sie kommt in Südafrika vor.[7]
- Rhynchosia viscosa (Roth) DC.: Sie ist in Asien, Afrika und Madagaskar weitverbreitet.[1]
- Rhynchosia volubilis Lour.: Sie kommt in Vietnam, Korea, Japan, Taiwan und in den chinesischen Provinzen Guangdong sowie Hainan vor.[1]
- Rhynchosia wellmaniana Harms: Sie kommt in Angola vor.[7]
- Rhynchosia woodii Schinz: Sie kommt in Südafrika und in Eswatini vor.[7]
- Rhynchosia yucatanensis Grear: Sie kommt in Mexiko und in Guatemala vor.[7]
- Rhynchosia yunnanensis Franch.: Sie gedeiht in Flusstälern in Höhenlagen von 1800 bis 2300 Metern in Yunnan.[1]
- Rhynchosia zernyi Harms: Sie kommt in Tansania, Malawi und in Sambia vor.[7]

## Nutzung
Einige Arten werden zur Produktion von Nahrungsmitteln kultiviert. Beispielsweise werden Pflanzenteile von Rhynchosia diversifolia, Rhynchosia malacophylla, Rhynchosia minima, Rhynchosia memnonia, Rhynchosia senna, Rhynchosia sennaarensis, Rhynchosia sublobata gegessen.
Da sie Stickstoff fixieren (Rhizobium-Wurzelknöllchen), sind sie wichtig zur Bodenverbesserung.
Einige Arten werden in Mexiko Piule genannt; ihre schönen roten und schwarzen Samen wurden wohl von den mexikanischen Hochkulturen als Narkotikum verwendet. Einige Rhynchosia-Arten wurden positiv auf Alkaloidgehalte getestet, aber ihre Wirkung wurde noch nicht charakterisiert. Die Samen einiger Arten werden in der Volksmedizin mancher Länder eingesetzt.